# كوكبة

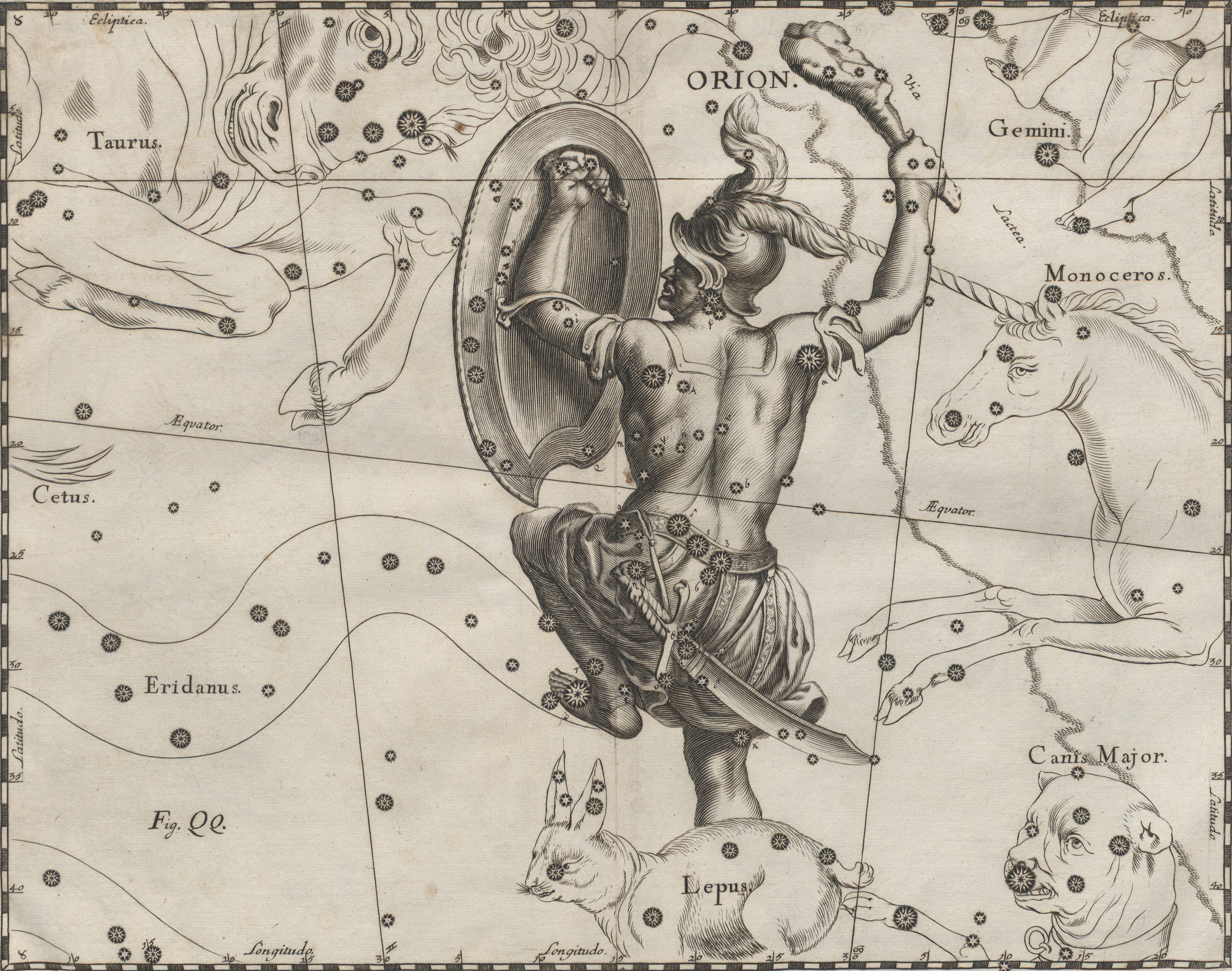
صورة تمثل كوكبة الجبار تعود لعام 1690 م

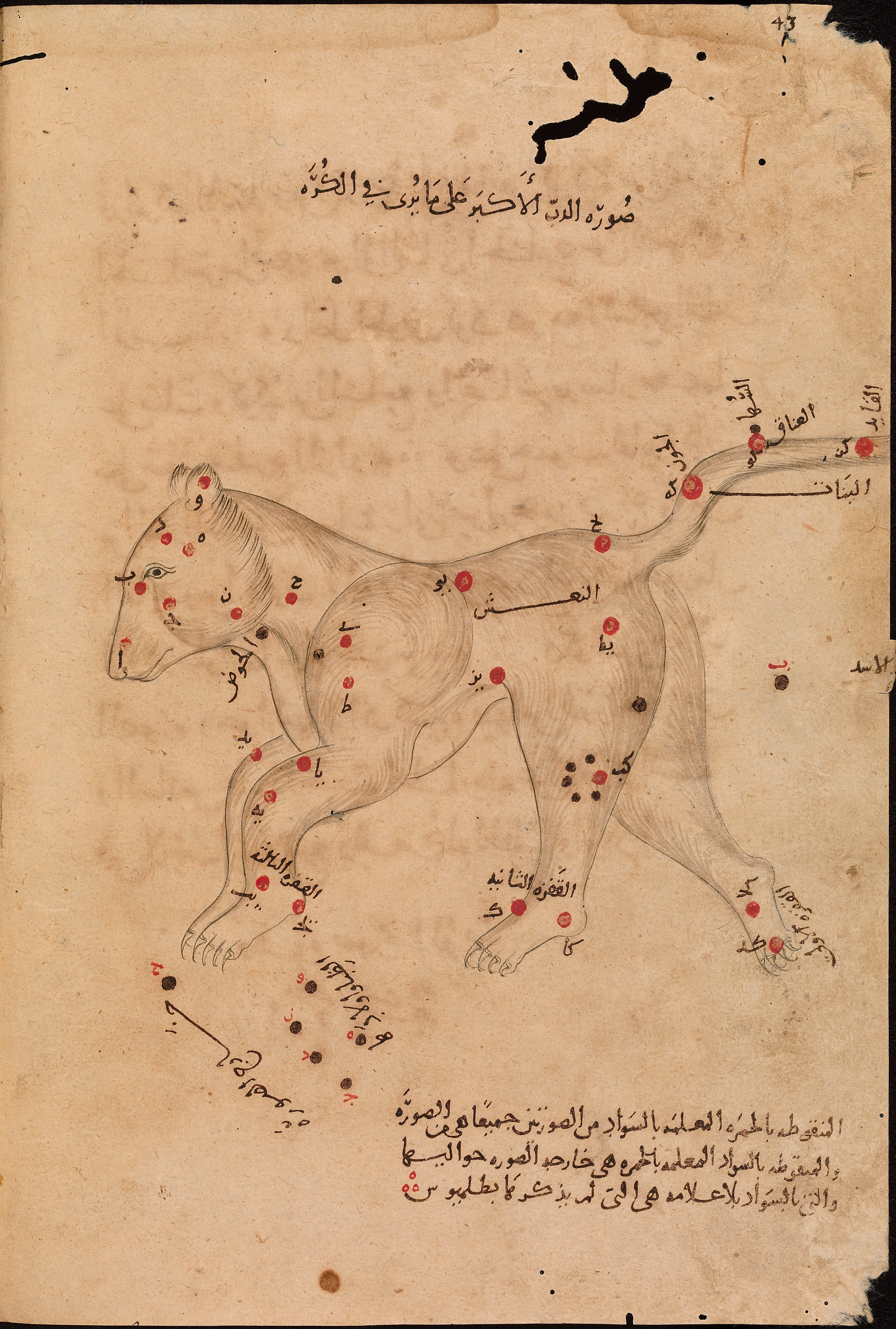
وصف لكوكبة الدب الأكبر من كتاب صور الكواكب الثمانية والأربعين للصوفي

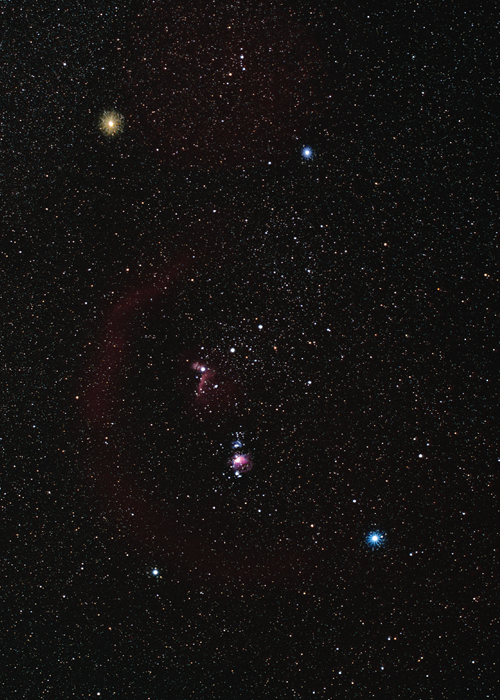
كوكبة الجبار كما تظهر في السماء

الكوكبة (باللاتينية: constellātiō) هي مجموعة من النجوم التي تكون شكلًا أو صورة، وهي تدل على المنطقة التي تظهر فيها مجموعة محدودة من النجوم. وقد قسّم الاتحاد الفلكي الدولي في عام 1930 السماء إلى 88 كوكبة، وذلك لتوحيد أشكال الكوكبات وعددها بعد أن كانت تتخيلها كل من الحضارات القديمة بشكل مختلف. وكل كوكبة من الكوكبات الـ 88 تحتل جزءًا معيّنًا من السماء، وبالتالي فقد أصبح كلٌّ من أجرام السماء من النجوم إلى المجرات إلى السدم إلخ.. تابعًا لكوكبة ما. ووفقًا لهذه المساحات التي حددها الفلكيون، فتعد كوكبة الشجاع أكبر الكوكبات الحديثة، وأصغرها كوكبة الصليب الجنوبي.
وليس لهذه النجوم والكويكبات ومواقعها أي تأثير على حياة الإنسان أو تمثيل لمستقبله كما يدعي المنجمون، وعلم الفلك شيء والتنجيم شيء آخر دخيل عليه توارثته الأجيال من الأفكار الوثنية الناتجة من الجهل والخرافة. وكل ما يعرض من الكهانة وإخبار الغيب في الصحف والمجلات ماهي إلا خرافة ليس للعلم فيها نصيب، وتسمى في الأوساط العلمية بالعلوم الزائفة.

## حركة الكوكبات
تتحرك الكوكبات مع بقية السماء حول نجم الشمال (وهي حركة ظاهرية ناتجة عن حركة الأرض حول محورها)، وهذا ما يجعل بعض الكوكبات تختفي تحت الأفق أثناء اليوم. لكن هناك بعض الكوكبات قريبة من محور دوران السماء، حتى أنها تبقى كلها (أو معظمها) دائمًا فوق الأفق، وهي ما تعرف باسم الكوكبات أبدية الظهور.
تُرى كوكبات مختلفة على مدار السنة؛ نتيجة لحركة الأرض حول الشمس، فكل فصل له كوكباته. فمثلًا، يُطلق اسم كوكبات الشتاء على الكوكبات التي تظهر ما بين الساعة السابعة والعاشرة في (بداية الليل)، وهو مصطلح تقريبي، فهو لا يُطلق على الكوكبات التي تظهر في منتصف الليل أو آخره في أحد الفصول، فهو ينطبق على الكوكبات التي تظهر مبكرًا في أيام الفصل.

## نصفا الكرة الأرضية
نتيجة لكون الأرض كروية تقريبًا، فإن الكوكبات التي تُرى في كل من نصفي الكرة الأرضية ليست نفسها. عادةً ما تكون هناك خرائط لنصفي الكرة منسوبة لقطبي الكرة الأرضية، حيث لا يُمكن أن يرى شخص في القطب الشمالي أبدًا ما يراه شخص في القطب الجنوبي من أجرام السماء. لكن المساحة التي تُرى من السماء تعتمد على خط العرض، فمثلًا شخص في إيطاليا يستطيع رؤية عددٍ جيد من كوكبات نصف الكرة الجنوبي، بالرغم من أن إيطاليا تقع شمال خط الاستواء. وبالتالي، فهذه القاعدة (أي كوكبات نصفي الكرة) لا تَنطبق انطباقًا مُطلقًا إلا على القطبين. أما عند خطوط العرض الأقرب إلى خط الاستواء، فيُمكن للشخص رؤية جزءٍ من كوكبات النصف الآخر من الكرة الأرضية. رغم ذلك، يَبقى هناك قسم كبير من كوكبات النصف الشمالي للكرة الأرضية التي لا يُمكن رؤيتها من النصف الجنوبي، والعكس صحيح.

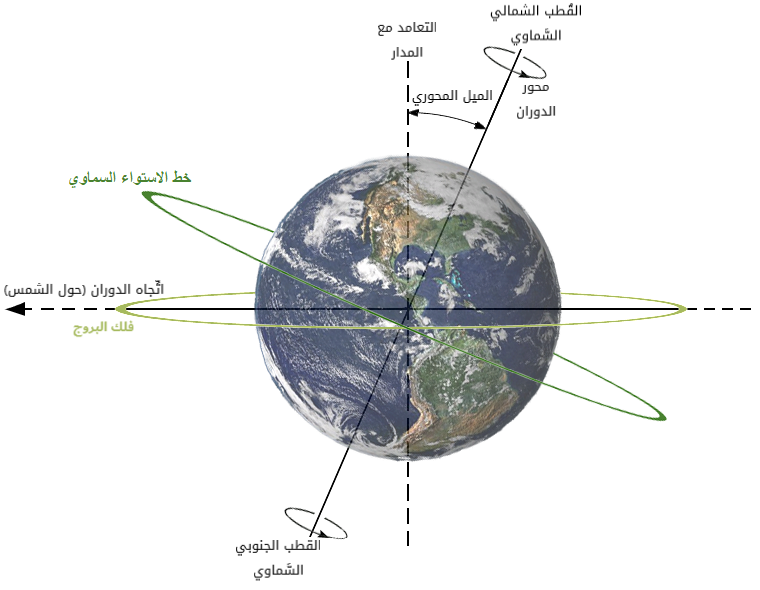
صورة تُبين خط الاستواء السماوي والذي يوازي خط الاستواء.

بحسب التقسيم الحديث، فعدد كوكبات نصف الكرة الأرضية الشمالي هو 31 كوكبة، وعدد كوكبات نصف الكرة الأرضية الجنوبي 52 كوكبة، لتبقى هناك 5 كوكبات تقع على خط الاستواء السماوي، وهو خط وهمي في وسط السماء، يقع بين القطبين السماويّين تمامًا كخط الاستواء الأرضي الذي يقع في منتصف المسافة بين قطبي الأرض. هذه الكوكبات الخمس مساحتها موّزعة بشكل شبه متساوٍ بين جانبي خط الاستواء السماوي، وهي: كوكبة العقاب والجبار والحواء والحية والعذراء.

## حدود الكوكبات
في عام 1930، أوكل الاتحاد الفلكي الدولي مهمة تحديد الكوكبات الـ 88 ومساحاتها إلى الفلكي «إيوغين دِلبورت» (Eugène Delporte)، وذلك باستخدام الميل الفلكي والمطلع المستقيم. وأيّ جرم يَقع في هذه المساحات التي حددها دلبورت للكوكبات يكون تابعًا لتلك الكوكبة. كانت هناك حاجة ماسّة لتحديد مساحة معيّنة لكلّ من الكوكبات لتصنيف الأجرام ضمنها قبل أن يقوم الاتحاد الفلكي الدولي.

## الاستدلال بالكوكبات
قديمًا، قبل اختراع الأجهزة الحديثة التي تُستخدم الآن لتحديد المواقع والاتجاهات، كان للكوكبات أهمية كبيرة جدًا، فقد كان القدماء يستخدمونها لتحديد المواقع والاتجاهات في السفر والإبحار وغيره، وبشكل رئيسي، كانوا يَعتمدون على نجم القطب. لذلك، فقد قاموا بابتكار طُرق للاستدلال عليه بواسطة الكوكبات المحيطة به وفي أي وقت.

### النجم القطبي

صورة متحركة توضح كيفية دوران السماء حول النجم القطبي، وحوله توجد الكوكبات التي تُسمّى: "الكوكبات أبدية الظهور".

نجم القطب: هو نجم قريب من محور دوران الأرض لدرجة أنه يبدو شبه ثابت في السماء. نجوم القطب هامة جدًا لتحديد الاتجاهات، لأنها في معظم أنحاء العالم (ما عدا القطبين وما حولهما) تكون قريبة قليلًا من الأفق، وبالتالي يُمكن معرفة الاتجاهات بواسطتها. نجم القطب لا يَعني القطب الشمالي فقط، بل يَشمل كلا القطبين الشمالي والجنوبي، أي أنهما نجمان. ونجم القطب يتغيّر باستمرار كل بضعة آلاف من السنين نتيجة لتغيّر زاوية محور دوران الأرض، وهناك دورة ثابتة للنجوم القطبية تتكرر باستمرار، فمثلًا، قبل 14,000 عام (12,000 ق.م)، كان نجم الشمال هو النسر الواقع وسوف يَعود كذلك بعد 12,000 عام (14,000م).
ومصطلح «نجم القطب» هو مصطلح تقريبي، فنجم القطب لا يقع في نقطة دوران محور الأرض تمامًا، بل هو اسم يُطلق على ألمع نجم قريب من القطب، لذا فهو لا يطلق على النجوم الخافتة. ونجم الشمال (القطب الشمالي) حاليًا هو نجم الجدي، ألمع نجوم كوكبة الدب الأصغر بقدر يبلغ 2 قدر ظاهري. أما القطب الجنوبي الحالي، فنجمه هو «سيغما الثمن» (فهو أقرب نجم يُشاهد بالعين المجردة إلى القطب السماوي الجنوبي) الذي يقع في كوكبة الثمن، لكن قدره الظاهري هو 5.45، وهو ما يَعني أنه بالكاد يُرى بالعين المُجردة في ظروف مثالية، وبعيدًا عن التلوث الضوئي. لذلك، ففي نصف الكرة الأرضية الجنوبي يَتم الاستدلال على الاتجاهات بواسطة كوكبة لامعة تقع قريبًا نوعًا مّا من القطب السماوي الجنوبي، وهي كوكبة الصليب الجنوبي.

### الاستدلال على النجم القطبي

خريطة كوكبة الدب الأكبر، ونجما المراق والدبة الظاهران في يمين الخريطة هما "الدليلان". ويُمكن معرفة موقع نجم الجدي (نجم الشمال الحالي) بمد خط وهمي منهما بحيث يكونان على استقامة واحدة.

توجد كوكبتان لامعتان قريبتان من نجم الشمال الحالي (الجدي) وهما الدب الأكبر وذات الكرسي، وهو ما يجعل الاستدلال على نجم الشمال سهلًا؛ لأن هاتين الكوكبتين هما من الكوكبات أبدية الظهور. لكن بالرغم من أن هاتين الكوكبتين تُصنَفان ضمن الكوكبات أبدية الظهور؛ إلا أن معظمهما أو كل نجومهما تختفي تحت الأفق لمدة وجيزة أثناء اليوم. ومع ذلك، يُمكن الاستدلال على موقع النجم القطبي بأيّ وقت؛ لأن هاتين الكوكبتين تقعان على جهتين متقابلتين من نجم الشمال، وبالتالي فإن غابت إحداهما تحت الأفق فسوف تكون الأخرى مرتفعة في السماء.
توجد سبع نجوم لامعة في كوكبة الدب الأكبر تُسمى «بنات نعش الكبرى»، اثنان من هذه النجوم السبعة يُسمّيان الدليلين، وهما المراق والدبة، وقد أخذا اسميهما من إمكانيّة الاستدلال على موقع نجم الجدي (نجم الشمال الحالي) بواسطتهما، وذلك بمد خط وهمي منهما بحيث يكونا على استقامة واحدة إلى نجم الجدي.
أيضًا يُمكن الاستدلال على موقعه بواسطة كوكبة ذات الكرسي، والتي تُشكّل حرف "W". الجهة اليُمنى من تلك الكوكبة والتي تُشكّل حرف "V" أكثر انتظامًا من حرف "V" الجهة اليُسرى، وإذا مُدّ خط وهمي من وسطها بحيث يكون على مسافة واحدة من كلا ضلعي حرف "V"، فسيَصل إلى نجم الجدي أيضًا.

## الأبراج
الأبراج هو تقسیمات الإثني العشري لدائرة البروج، وهي المسارات التي يَمرّ فيها كلٌ من الشمس والقمر والكواكب الثمانية، ولا يَمرّ فيها غير هذه الكوكبات. كوكب الأرض أيضًا يَقع على مستوى دائرة البروج، ونظرًا لأن معظم الكواكب على نفس مستوى الأرض تقريبًا؛ لذا نستطيع أن نرى من الأرض أن الشمس والقمر والكواكب تمرّ دائمًا عبر هذه الدائرة في مستويات متقاربة.
عدد الأبراج هو 12، وفي الماضي البعيد تطابق مع 12 كوكبة عبر دائرة البروج أو مسار الشمس وسُميّت الأبراج بهذه الكوكبات. لكن الیوم سبّبت حركة التقدیمي للأرض تغییرات مكان الکوکبات نسبةً للبروج علی الدائرة المذکورة بالكوكبة السابقة منها، وأيضًا أضافت كوكبة أخرى (كوكبة حواء) على دائرة البروج؛ فالیوم دائرة البروج تمرّ من 13 كوكبة ولا تحتوي 13 برجًا كما یزعم البعض؛ حيث أن الشمس تدخل كوكبة الحواء في الفترة من 13 نوفمبر إلى 17 ديسمبر في أواسط برج القوس.
أما عن علم التنجيم فهو يقوم على مراقبة حركة الشمس والقمر والكواكب عبر دائرة البروج؛ لذا فالمنجمون يتنبئون عن طريق مراقبة الأجرام في برج شخص ما (أي البرج الذي كانت الشمس فيه حينما ولد ذلك الشخص، حيث تدخل الشمس كُلًا من تلك الأبراج في وقت معيّن من السنة، فإن وُلد شخص والشمس في برج العقرب مثلًا، يُقال: «أن الشخص من برج العقرب»). وقد كانت الحضارات القديمة تهتم بمراقبة حركة الأجرام عبر الأبراج.

## تاريخ الكوكبات
تخيّل القدماء أن السماء على شكل كوكبات، قبل أن يتم رسمها، ويُعدّ السومريون هم أول من قسّم السماء إلى كوكبات، وذلك في الألفية الرابعة قبل الميلاد. أما أقدم كوكبة تمّ تخيّلها، فهو أمر يصعُب الجزم به، لكن يُعتقد أنها الدب الأكبر (فربما يَعود تخيّل هذه الكوكبة على شكل دب إلى العصور الجليدية). وقد تصوّرت كلٌ من الحضارات القديمة السماءَ بشكل مختلف، لكن الحضارات المتجاورة تأثرت ببعضها البعض وبتخيّلها للسماء. فتخيُّل العرب والبابليين والمصريين لأشكال الكوكبات كان مشابهًا بصورة كبيرة لتخيّل الإغريق لها، والذين تخيّلوا وجود 48 كوكبة في السماء. ولكن وبسبب تلك الفوضى التي سبّبها اختلاف شكل السماء من حضارة إلى أخرى، فقد قام الاتحاد الفلكي الدولي في عام 1928 بتحديد 88 كوكبة في السماء كتخيّل موحّد لكل الشعوب، وتمّ إعطاء كل كوكبة مساحة معيّنة؛ لذلك تُسمّى هذه بالكوكبات الـ 88 الحديثة، وقد تمّت تسمية الكوكبات باللغة اللاتينية؛ لأن اللاتينية كانت لغة العلم في ذلك الوقت. وقد تمّت ترجمة الأسماء الإغريقية والمصرية وبعض الأسماء من شعوب أخرى إلى اللاتينية.

### الإغريق

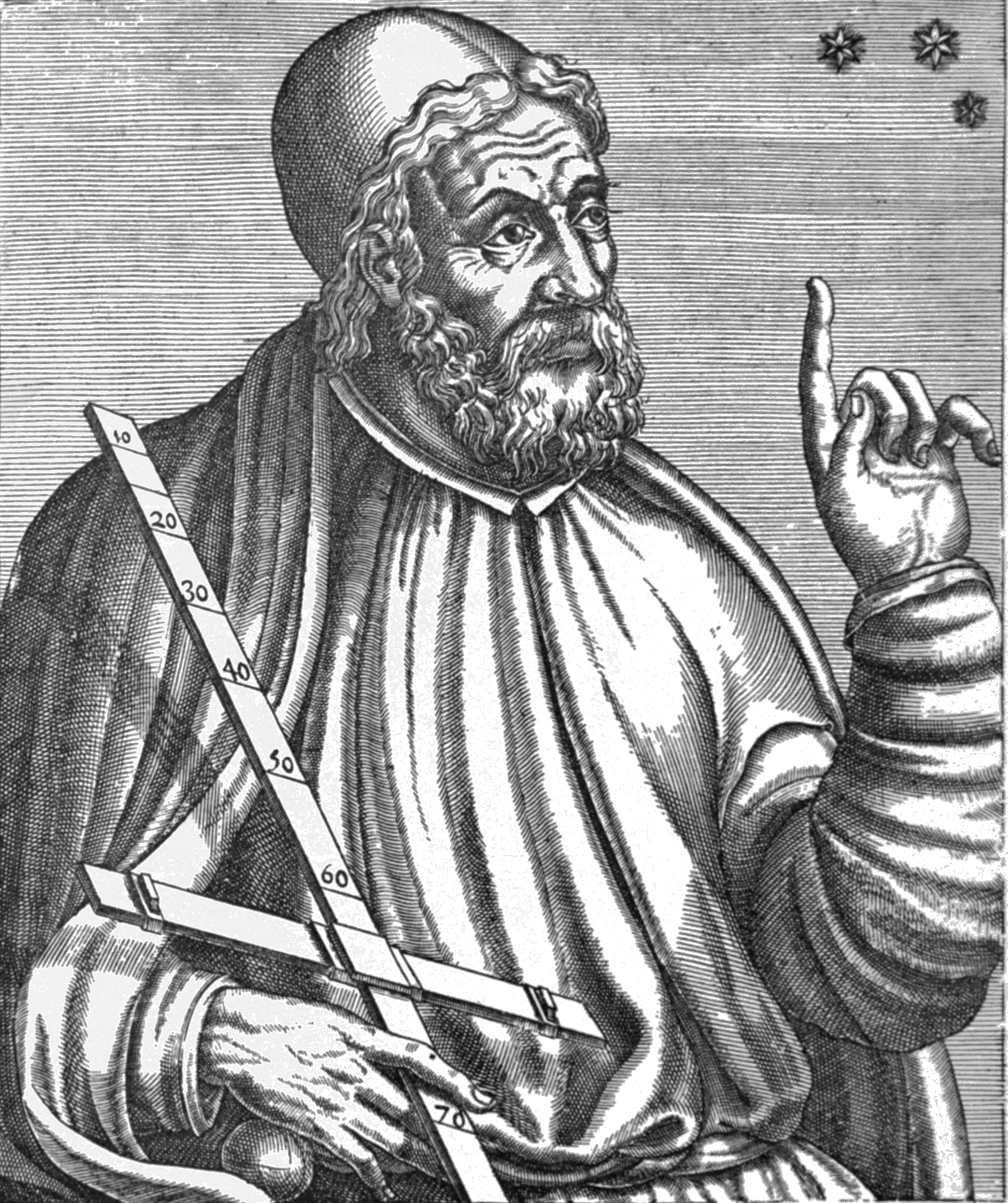
بطليموس، واحد من أهم الفلكيين الإغريق.

تخيّل الإغريق السماءَ مُقسّمة إلى 48 كوكبة (كانت معظم سمائهم من الكوكبات الشمالية، لوقوع اليونان شمال خط الاستواء بمسافة جيدة. ورغم ذلك فقد كانوا يرون عددًا لا بأس به من الكوكبات الجنوبية)، لكن بالرغم من أن هذه الكوكبات (والتي ما زال يُستخدم الكثير منها إلى يومنا هذا) تترافق مع قصص من الميثولوجيا الإغريقية، إلا أن الإغريق لم يبتكروا تلك الأشكال المُتخيّلة، بل نسجوا قصصهم حول الأشكال التي كانت قد تخيّلتها وابتكرتها حضارات أخرى قبلهم.، ونشأت أساطير إغريقية لمعظم الكوكبات بحلول القرن الخامس قبل الميلاد. لم يعطِ الإغريق أسماءً إلا للنجوم اللامعة نسبيًا في السماء، مثل قلب العقرب (بالإنجليزية: Antares)‏ ومنكب الجوزاء (بالإنجليزية: Betelgeuse)‏، وما زالت تلك الأسماء التي أطلقوها على هذه النجوم تُستخدم حتى اليوم في معظم اللغات. إلا بعض الاستثناءات القليلة مثل أسمائها العربية والفارسية، فأهل هاتين اللغتين يستخدمون الأسماء العربية للنجوم. وقد قام أراتوس بوصف 44 من كوكبات السماء الإغريقية في كتابه «الظواهر» (بالإنجليزية: Phenomena)‏.

### البابليون
تخيّل البابليون القدماء (حوالي 5,600 ق.م) بعض الكوكبات بأشكال جديدة، لكنهم أيضًا استخدموا تخيّلات عديدة لحضارات أخرى. وقد كان البابليون أول من وضع دائرة البروج، والتي تُمثّل الأبراج التي يَمرّ فيها كلٌ من الشمس والقمر والكواكب، وقد تخيّلوا منها كوكبات نسمّيها اليوم: الرامي والحوت والتوأمين والعذراء.، أصبحت تلك الكوكبات لاحقًا إثني عشر برجًا. وفي القرن الرابع قبل الميلاد، وصف فلكي يوناني في كتاب له عن الكوكبات وخاصة الأبراج - وصف كوكبات تتشابه كثيرًا مع الكوكبات البابلية. هناك دليل على أن الأبراج المُعترف بها حاليًا، قد استُخدمت في علم الفلك البابلي منذ 700 ق.م. كما يُعتقد أن المُنجمّين البابليين في عهد حمواربي، قاموا بتطوير فكرة الكوكبات حيث بدؤوا بتخيّل الكوكبات ورسم صور لها مُشتقة من أساطيرهم ودياناتهم. أقدم دليل قطعي على تخيّل ورسم الكوكبات من قِبل البابليين، يكمن في قوائم النجوم البابلية؛ والتي تعود إلى الحقبة البابلية القديمة.

### المصريون
امتلك المصريّون القدماء تخيلًا للسماء، ربما يعود إلى العصر الجليدي الأخير. فمثلًا، كانوا يُسمون النسر الواقع بـ«نجم النسر» (الذي كان نجم القطب في 14,000 ق.م). وقد تخيّل المصريون الكثير من الكوكبات النجمية على أشكال آلهتهم. فمثلًا، تخيّلوا كوكبة الجبار على شكل الإله أوزيريس، وهو إله البعث والموت والحياة الأخرى حسب معتقدهم.

### العرب

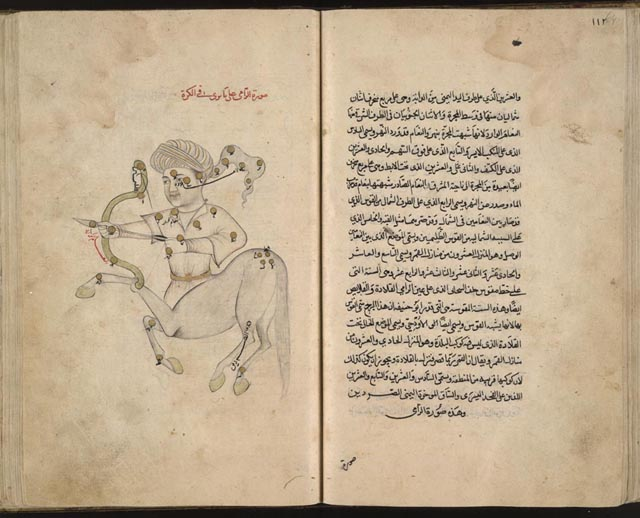
صفحة من كتاب صور الكواكب الثمانية والأربعين لعبد الرحمن الصوفي تُبيّن كوكبة الرامي ووصفها.

كان للعرب أيضًا تخيّلهم للسماء وهو يشبه تخيّل الإغريق لها؛ فقد ترجم العرب أسماء الكوكبات الإغريقية، لكنهم لم يغيّروا أشكالها كثيرًا، كما كان عدد كوكباتهم 48 كوكبة مثل الإغريق. لكن بالرغم من ذلك فقد تخيّلوا بعض الكوكبات وأسموها بأسماء من عندهم، فمثلًا كانوا يسمون الدبين الأصغر والأكبر «بنات نعش الصغرى» و«بنات نعش الكبرى» (وقد أطلقوا اسم بنات نعش الكبرى على النجوم السبعة اللامعة فقط من كوكبة الدب الأكبر). أما بالنسبة لأسماء النجوم فقد قام العرب بتسمية معظم نجوم السماء الخافتة واللامعة، ولم يستعملوا الأسماء الإغريقية للنجوم على عكس الكوكبات، بل ابتكروا أسماءً جديدة. أطلق العرب أسماءً على معظم النجوم ولا زالت تستعمل حتى اليوم في كل اللغات (إلا تلك التي سمّاها الإغريق، فتُسمّى في معظم اللغات بالأسماء الإغريقية). وعمومًا، معظم الأسماء العربية للنجوم مُشتقة من الأماكن التي توجد فيها النجوم في كوكباتها. فمثلًا، نجم رجل الجبار سُمّي باسمه لأنه يُمثّل رجل الجبار حسب تخيّل العرب لشكل الكوكبة، والأمر نفسه يَنطبق على ذنب الدجاجة.

### الصينيون

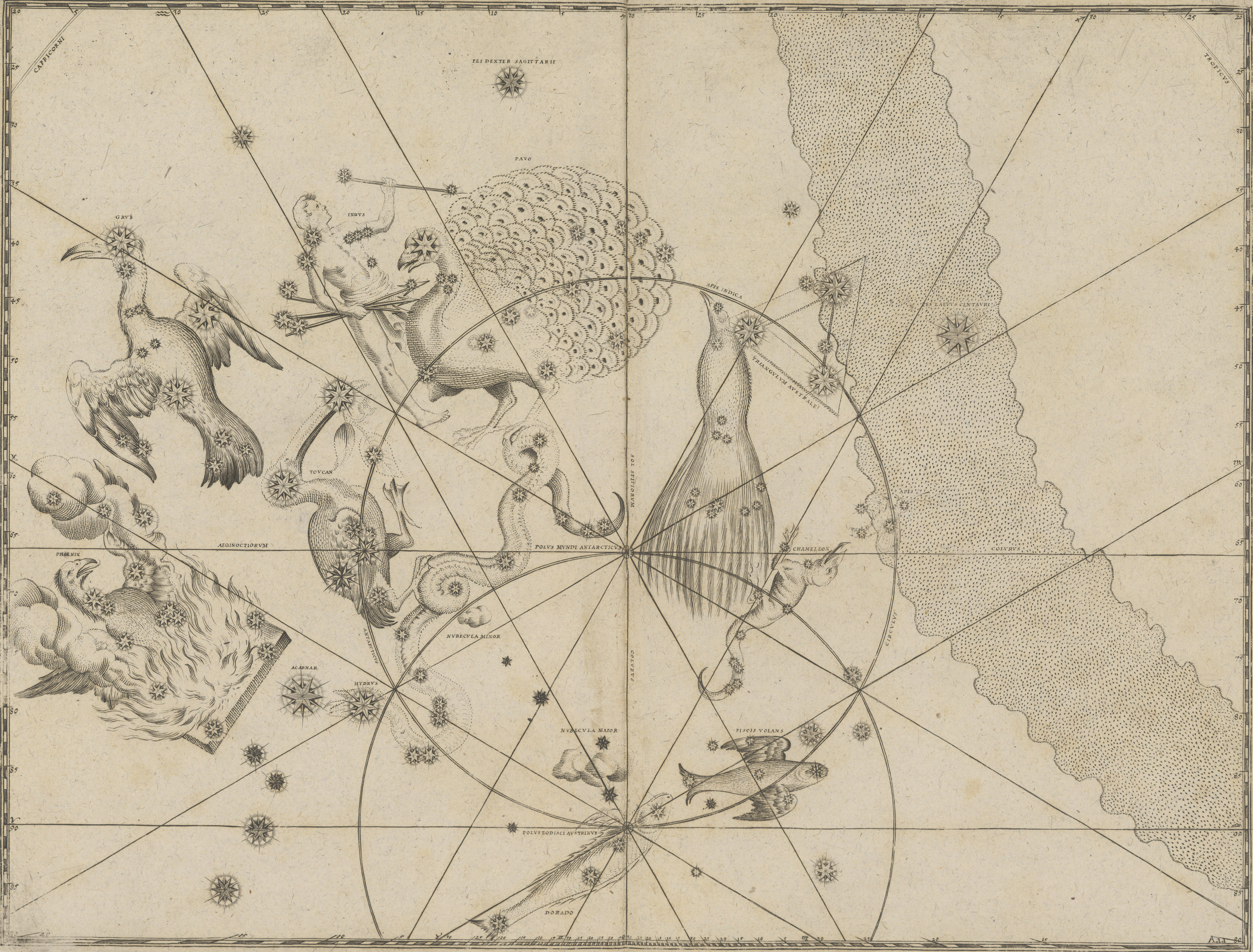
بعض الكوكبات التي أضافها يوهان بأيَر.

كان للصينيين تخيّلهم الخاص لكوكبات السماء، إلا أن العالَم الغربي لا يعترف بها. تتشابه بعض الكوكبات الصينيّة مع كوكبات غربية، مما يضع احتمالية كونهما من أصل واحد، ورغم ذلك تبقى أغلبية الكوكبات الصينية مختلفة تمامًا عن الكوكبات الغربية، وذلك بسبب التطوّر المستقل لعلم الفلك الصيني عن علم الفلك في البلاد إلى الغرب منها (بشكل رئيسي الإغريق والبابليون والمصريون، ومن ثم العرب) دون أن تتأثر بهم.
قام الراصدون الصينيون بتخيّل السماء وتقسيمها بطرق مختلفة، لكن بالرغم من ذلك توجد تشابهات بين التقسيمات. وعمومًا، تنقسم السماء حسب التخيّل الصيني إلى 31 منطقة. دائرة البروج الإثني عشر مُستبدلة في الثقافة الصينية بالـ 28 «شيوْ» (Xiu - 宿) أو بترجمة حرفية: «منازل» أو «قصور». ترتبط الكوكبات الصينية بميثولوجيا وأساطير وقصص قديمة مثل تلك الإغريقية. فمثلًا، إحدى الكوكبات الصينية تُمثّل التنين الصيني والذي يتواجد كثيرًا في الأساطير في الميثولوجيا الصينية. وقد انقسمت القبة السماوية الصينية إلى 4 أجزاء ترتبط بـ4 كوكبات، هي التنين الأزرق والطير الأحمر والسلحفاة السوداء والنمر الأبيض.

### كوكبات الجنوب
لم يتم تقسيم كوكبات النصف الجنوبي للكرة الأرضية إلى أن بدأ الأوروبيون بالإبحار جنوبًا، حيث وجد البحارة سماءً غير مألوفة. أضاف الألماني «يوهان بايَر» (1572 - 1625) عددا كبيرًا من الكوكبات، حيث أضاف 12 كوكبة بما في ذلك كوكبة الذبابة وأبو سيف والسمكة الطائرة. كما أضاف «يوهان هِفِليوْس» (1611 - 1687) كوكبات أخرى، ومنها كوكبة الأسد الأصغر والوشق، أما آخر مجموعة من الكوكبات الجديدة فقد أضافها «نيكولاس لُوِيس دي لاسايْل» (1713 - 1763) وملاحّان ألمانيان. قام لاسايل بتسمية معظم كوكباته نسبة إلى مُعدّات علميّة كانت جديدة وهامة في عصره. كانت معظم الكوكبات التي سمّاها لاسايل صغيرةً وخافتة مثل كوكبة الكور (الفرن) ومفرغة الهواء والمجهر وساعة البندول.

## اقرأ أيضا
- الطاووس (كوكبة)